# Leptis Magna
Leptis Magna (nebo také Lepcis Magna) jsou zachovalé ruiny starověkého města v Libyi. Díky navátému písku z pouště zůstalo město po dlouhou dobu zakonzervováno, a proto se dochovalo v relativně zachovalém stavu.

## Poloha
Město leželo v místě přírodního přístavu chráněného ostrovy podél severoafrického pobřeží na pobřeží Středozemního moře nedaleko současného města Al-chums.

## Historie

### Vznik města
Od 7. stol. př. n. l. se území Libye postupně dostávalo do intenzivnějšího kontaktu se středomořským světem díky tehdy nejvyspělejším koloniálním národnostem - Řekům a Féničanům. V 7. stol. př. n. l. založili Féničané na pobřeží dnešní Libye tři města: nejvýchodnější Leptis Magnu, Sabrátu a Oeu. Podle tohoto počtu dostala severoafrická oblast řecký název Tripolis.
V průběhu 6. stol. př. n. l. se dominantní fénickou kolonií stalo Kartágo a postupně ovládlo ostatní fénická území v Severní Africe včetně Leptisu. Ještě před definitivní porážkou a zánikem Kartága ve 3. punské válce požádalo Leptis Magna Římany o spojenectví, v čemž mu bylo ihned vyhověno. Ve městě se usídlily římské posádky.
V době římské občanské války mezi Caesarem a Pompeiem po bitvě u Thapasu se město stalo součástí římské provincie Nová Afrika. Během římského období bylo město Leptis středomořským vyústěním obchodní trasy skrze Saharu do nitra Afriky a bylo jedním z největších římských měst té doby. Hospodářství města se opíralo o zemědělství, především pěstování oliv, a obchod se zlatem, slonovinou, ebenem, otroky a divokými zvířaty určenými pro gladiátorské hry. Různé nápisy a dobové literární zdroje potvrzují bohatství městské elity, která podporovala pokračující růst města.

### Rozkvět města
V době římské republiky a císařství bylo město významné impozantními stavbami, honosnými domy, divadlem z roku 1, rozlehlým přístavem a obrovským tržištěm z roku 8 př. n. l., nejvýznamnějším střediskem evropsko - afrického obchodu své doby.
Roku 109 udělil císař Traján městu titul colonia a udělil římská občanská práva pro všechno městské obyvatelstvo. Žilo zde až 80 000 obyvatel. Roku 120 byl v Leptidě vybudován akvadukt, čímž město získalo dostatek pitné vody. V letech 126–127 byly také dokončeny luxusní Hadriánovy lázně, které byly druhé největší po veřejných lázních v Římě, velký cirkus, závodiště a mnoho dalších veřejných staveb.
Největší rozkvět zažilo Leptis Magna v polovině druhého století za vlády zdejšího rodáka, římského císaře Lucia Septimia Severa. Svému rodnému městu udělil přívlastek Magna. Tento císař se také rozhodl pro reorganizaci obrany Tripolska, která začala roku 203, pokračovala i za vlády jeho syna Caracally a byla dokončena až za císaře Alexandra Severa. Město se pak nalézalo mimo hlavní pásmo obrany proti berberským kmenům.
Hlavní ulici tvořila impozantní kolonáda široká 20 metrů, která vycházela od Hadriánových lázní a končila v přístavu. Vítězný oblouk, nesoucí císařovo jméno, obklopovaly čtyři fontány zdobené sloupy s basreliéfy. Vzniklo elegantní nymfeum a rozlehlé fórum, obehnané sloupy, zdobenými hlavami medúzy. Nejhonosnější stavbou byla Servinská bazilika, dokončená císařem Caracallou, zdobená mramorovými sochami a působivými reliéfy a motivy nymf, akanty, zvířecími hlavami a mytologickými náměty. Z architektonického vzhledu je patrný vkus Septimia Severa. Císař měl v oblibě apsidy, niky a sloupořadí s hrou světla a stínu, zdůrazněnou různými typy použitých materiálů.
Leptis Magna během římské vlády disponovalo neobvyklým stupněm autonomie. Oproti jiným africkým městům neztratilo žádné pozemky, ani nebylo nuceno přijímat římské osadníky. Aglomerace prosperovala i díky tomu, že Římané zastavili v okolí rabování banditů a drželi na uzdě nepokoje mezi domorodými kmeny. Původně bylo město opevněno pouze valem zeminy. Až v letech 230-350 bylo postaveno obranné kamenné opevnění, tzv. pozdní římská zeď, jejíž dnešní zbytky naznačují tehdejší rozlohu města.

### Zánik města
Po pádu Severovské dynastie v roce 235 začal význam Leptidy Magny upadat a přes dočasné oživení za vlády císařů Diokleciana a Konstantina úpadek pokračoval. V průběhu 4. století pouštní kmeny severní Afriky výrazně zesílily nájezdy na okolí města. Římská moc v severní Africe slábla. Roku 365 bylo město vážně poškozeno zemětřesením a největší rána přišla s invazí germánského kmene Vandalů roku 455, kteří tuto oblast připojili ke svému nově dobytému severoafrickému panství.
Roku 533 se město stalo součástí Byzantské říše. Během této doby byla většina města zasypána pískem a opuštěna a byzantinská zeď chránila již jen přístav a Staré a Nové Severovo fórum. V době, kdy oblast přešla roku 642 pod kontrolu Arabů, bylo město téměř prázdné. V 11. století bylo opuštěno, již nikdy nebylo znovu osídleno a postupně jej zavál písek z pouště. Díky tomu se také do dnešní doby dochovaly z velké části ruiny města v zachovalém stavu.

## Stavební materiál města
Převážně se používal vápenec a pískovec. Tvrdším a dekorativnějším vápencem se obkládaly a zdobily stěny významných budov a prostranství. Oba stavební materiály se těžily nedaleko Leptidy. Ve druhém století se začal používat k dekorativním účelům barevný mramor, dovážený z východního Středomoří. Mramorové bloky se opracovávaly na místě a dovážely se v téměř hotovém stavu kvůli přepravní váze. Cihly a beton byly v Leptidě vzácné, na rozdíl od tehdejšího Říma, odkud byl stavební styl přejímán - výjimkou jsou Lovecké lázně.

## Znovuobjevení města
První zmínky o městu Leptis Magna z moderní doby se dochovaly v cestopise neznámého francouzského cestovatele, kterého zajali a v letech 1668–1676 v Tripolisu uvěznili arabští piráti. Po návratu do vlasti napsal o svém putování cestopis a zmínil se také o návštěvě trosek velkého města. Zbytky tehdy úplně zavátého města začaly být zkoumány a necitlivě rozebírány. Mnoho sloupů a skvostů bylo odvezeno do Egypta; Paříže nebo Londýna, kde zdobily veřejné i soukromé stavby. Tento stav skončil rokem 1913, kdy Libyi okupovala Itálie a Leptis Magna se stalo předmětem výzkumu italských archeologů. Písek, který Leptis Magna zavál, byl postupně z místa odvážen co nejdále, protože jinak by za velmi krátkou dobu navál zpět.
Mezi světovými válkami pokračovali italští vědci s vykopávkami. Po 2. světové válce na jejich práci navázali Britové a odkryli velký počet velmi dobře zachovalých římských památek. Odkryty byly zbytky velkého divadla z 1. století n. l., pod jehož zbytky je hřbitov datovaný do 4. nebo 3. století př. n. l. Obzvláště dobře uchovány jsou stavby ze 2. a 3. století: Hadriánovy lázně, Lovecké lázně ze 3. století (pojmenované podle krásné fresky). Mezi nálezy z poslední doby je pak např. římský dům s důmyslným podzemním rozvodem vody, který přináší nové pohledy na každodenní život obyvatel v Leptidě Magně.
V roce 1951 Libye získala nezávislost a do dalších výzkumů se zapojili odborníci z celého světa. Odhaleny byly další cenné stavby z římského období - obytné bloky, přístav, sklady, trh, chrámy Venuše a Roma, fórum Septima Severa a Caracally, cirkus a amfiteátr.
Od roku 1982 jsou ruiny historického města Leptis Magna zapsány na seznam světového kulturního dědictví UNESCO.